# Крадіжка

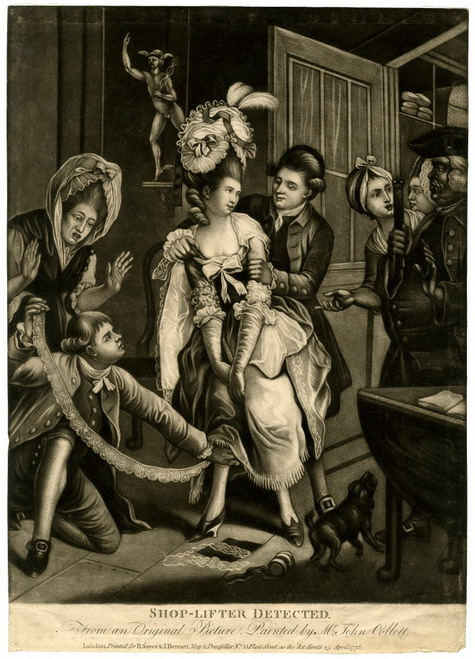
«Жінка, впіймана на крадіжці в крамниці». 1778 р.

Крадіжка — злочин, що полягає у таємному викраденні чужого майна.
Крадіжка — це викрадення, здійснюючи яке, винна особа розраховує, що це буде непомітно для потерпілого чи інших осіб.
Крадіжка є різновидом викрадення, вирізняючись з-поміж інших видів викрадення спосіб вилучення майна — таємністю. Таємність як ознака, полягає у тому, що особа, яка вчиняє крадіжку, вважає, що вилучає майно непомітно для потерпілого. Істотною ознакою, є саме факт усвідомлення таємності злочинцем, навіть коли таку крадіжку помічав потерпілий чи інші особи, а злочинець вважав, що діє непомітно від них — таке діяння залишатиметься саме крадіжкою.
За Кримінальним кодексом України, крадіжка є злочином проти власності і це питання регулюється ст. 185. Відповідальність за дрібне викрадення чужого майна (дрібна крадіжка) передбачається ст. 51 Кодексу України про адміністративні правопорушення.

## Покарання
1. Таємне викрадення чужого майна: карається штрафом у 1000-3000 неоподатковуваних мінімумів доходів громадян або громадськими роботами на 80-240 годин, чи виправними роботами на строк до 2 років, або пробаційним наглядом на строк до п'яти років, чи обмеженням волі волі на той самий строк.
2. Крадіжка, вчинена повторно або за попередньою змовою групою осіб: карається пробаційним наглядом на строк від трьох до п'яти років або обмеженням волі на строк до п'яти років чи позбавленням волі на той самий строк.
3. Крадіжка з проникненням у житло, інше приміщення або така, що завдала значної шкоди потерпілому: карається позбавленням волі на строк від трьох до шести років.
4. Крадіжка у великих розмірах або в умовах воєнного чи надзвичайного стану: карається позбавленням волі на строк від п'яти до восьми років.
5. Крадіжка в особливо великих розмірах або організованою групою: карається позбавленням волі на строк від семи до дванадцяти років з конфіскацією майна[3].

## Предмет злочину
Предметом злочинів проти власності є майно, яке має певну вартість і є чужим для винної особи: речі (рухомі й нерухомі), грошові кошти, цінні метали, цінні папери тощо, а також право на майно та дії майнового характеру, електрична та теплова енергія.
Якщо за викрадення, заволодіння, привласнення, знищення, пошкодження та інші діяння щодо певного майна, предметів або засобів (наприклад: вогнепальна зброя, наркотичні засоби, психотропні речовини, прекурсори, радіоактивні матеріали тощо) відповідальність передбачено за статтями, які містяться в інших розділах Особливої частини Кримінального кодексу України (2341-14) (далі — КК), то такі діяння мають кваліфікуватися за цими статтями і додаткової кваліфікації за відповідними статтями розділу VI Особливої частини КК (2341-14) не потребують.

## Відповідальність
До літа 2009 року кримінальна відповідальність за вчинення крадіжки наставала, якщо сума перевищувала 1,5 мінімальні зарплати станом на 1 січня відповідного року. Наприклад до внесення змін до законодавства у першій половині 2009 р. кримінальна відповідальність наставала, якщо сума викраденого перевищувала 907,5 гривень. Після внесення змін влітку 2009 р. кримінальна відповідальність настає, якщо сума викраденого перевищує 0,1 мінімальної зарплати, тобто 60,5 гривень. Ця зміна призвела до великих суперечок серед правників, оскільки фактично рівень настання кримінальної відповідальності був зменшений у 15 разів. За вчинення крадіжки на суму, що дорівнює, або менше межі настання кримінальної відповідальності настає адміністративна відповідальність.
Оскільки станом на 1 січня 2011 р. мінімальна зарплата в Україні становила 941 грн., протягом усього 2011 р. кримінальна відповідальність настає за крадіжку на суму 94,1 грн. і більше. Якщо крадіжка вчинена на меншу суму, то настає адміністративна відповідальність відповідно до КУПАП.
Відповідно до пункту 1 примітки до статті 185 КК повторним у статтях 185, 186 та 189—191 КК визнається злочин, вчинений особою, яка раніше вчинила будь-який із злочинів, передбачених цими статтями або статтями 187, 262 КК. За змістом частини другої статті 187 КК розбій вважається повторним, якщо його вчинено особою, яка раніше вчинила розбій або бандитизм. Відповідно до частини другої статті 1881 КК викрадення електричної або теплової енергії шляхом її самовільного використання, слід кваліфікувати за ознакою повторного вчинення лише тоді, коли воно було вчинене після такого самого злочину.
Ознака повторності відсутня, якщо за раніше вчинений злочин, особу було звільнено від кримінальної відповідальності або якщо судимість за раніше вчинений злочин було погашено чи знято в установленому законом порядку, а також якщо на мить вчинення нового злочину, минули строки давності притягнення особи до кримінальної відповідальності за раніше вчинений злочин.
У разі вчинення декількох посягань на власність, перший злочин за відсутності інших кваліфікуючих ознак, належить кваліфікувати за частиною першою відповідної статті, а інші як вчинені повторно — за іншими частинами відповідних статей КК.
Неодноразове незаконне вилучення чужого майна чи заволодіння ним, що складається із тотожних діянь, які мають загальну мету та із самого початку охоплюються єдиним злочинним наміром на заволодіння конкретним майном, слід розглядати як один продовжуваний злочин.
Злочин визначається вчиненим за попередньою змовою групою осіб у разі його вчинення декількома (двома і більше) суб'єктами цього злочину, які заздалегідь домовилися про його спільне вчинення. Учасники вчинення злочину групою осіб діють узгоджено, зі спільним умислом, і кожен із них безпосередньо виконує діяння, що повністю чи частково утворює об'єктивну сторону складу злочину. Водночас, можливий розподіл функцій, за якого кожен співучасник виконує певне завдання у вчиненні злочину.
Відповідно до статті 26 КК, співучастю у злочині є умисна спільна участь декількох суб'єктів злочину, у вчиненні умисного злочину. Тож у разі, коли із групи осіб, які вчинили злочин, лише одна особа є суб'єктом злочину, а решта осіб унаслідок неосудності або з огляду на недосягнення віку, з якого може наставати кримінальна відповідальність, чи з інших підстав не можуть бути суб'єктами злочину, дії винної особи, яка за таких обставин притягується до кримінальної відповідальності, не можна розглядати як вчинення злочину групою осіб.
Якщо група осіб за попередньою змовою мала намір вчинити крадіжку чи грабіж, а один з її учасників застосував або погрожував застосуванням насильства, небезпечного для життя чи здоров'я потерпілого, то дії цього учасника належить кваліфікувати як розбій, а дії інших осіб — відповідно як крадіжку чи грабіж за умови, що вони безпосередньо не сприяли застосуванню насильства або не скористалися ним для заволодіння майном потерпілого.
Дії особи, яка безпосередньо не брала участі у вчиненні злочину, але порадами, вказівками, наданням засобів чи знарядь або усуненням перешкод сприяла вчиненню злочину іншими співучасниками, а також яка заздалегідь обіцяла переховати злочинця, знаряддя чи засоби вчинення злочину, сліди злочину або предмети, здобуті злочинним шляхом, придбати чи збути такі предмети або іншим чином сприяти приховуванню злочину, належить кваліфікувати як співучасть у скоєному у формі пособництва, з посиланням на частину п'яту статті 27 КК.

## Психологія
Можливі причини крадіжок, охоплюють як грошову так і негрошову мотивацію. Наприклад, крадіжка може бути відповіддю на почуття злості злочинця, скорботи, депресії, тривоги, нудьги, отримання влади чи контролю, низької самооцінки, почуття приналежності. Крадіжка на роботі може бути спричинена такими чинниками як: жадібність, потреба в грошах, наркоманія, помста, пов'язана з роботою.
Найбільш поширеними причинами крадіжок є участь у організованій крадіжці, примусова участь та крадіжки через потребу. Дослідження крадіжок, скоєних підлітками, свідчать, що неповнолітні можуть скоїти злочин через новизну досвіду, тиск з боку однолітків, бажання отримати речі, які неповнолітній не може законно придбати, а також з економічних причин, а також самолюбство та протест проти батьків.

## Засоби безпеки
Спеціалісти з безпеки зазвичай, радять дотримуватись простих правил, які можуть зменшити ймовірність стати жертвою:
1. Не діліться жодними зайвими дрібницями про ваше майнове становище з малознайомими людьми або такими, яким не довіряєте.
2. Зберігайте документи, що стосуються вашої техніки, антикваріату, прикрас та інших дорогих предметів, щоб підтвердити свою власність у разі пограбування.
3. Будьте уважні до відомостей, які ви повідомляєте у соцмережах. Не вихваляйтесь прибутками і майном.
4. Підтримуйте гарні взаємини з сусідами, щоб вони могли доглядати за вашим житлом під час вашої відсутності.
5. Захистіть житло, встановіть вікна з захистом від злому, складні замки, систему відеоспостереження та сигналізацію.